# Кошицька єпархія
Кошицька єпархія (лат. Eparchia Cassaviensis) — єпархія Словацької греко-католицької церкви з центром у місті Кошиці, Словаччина. Кошицька єпархія входить до Пряшівської митрополії. Катедральним собором єпархії є собор Різдва Пресвятої Діви Марії.

## Історія
27 січня 1997 року Святий Престол заснував Апостольський екзархат Кошиці, виділивши його з Пряшівської єпархії (сьогодні — Пряшівська архієпархія).
30 січня 2008 року Папа Римський Бенедикт XVI підніс Кошицький Апостольський екзархат до рівня єпархії.

## Єпископи
- єпископ Мілан Хаутур (з 27 січня 1997 — до 24 червня 2021),
  - архиєпископ Кирил Васіль, Апостольський Адміністратор sede plena (з 20 січня 2020 до 24 червня 2021)

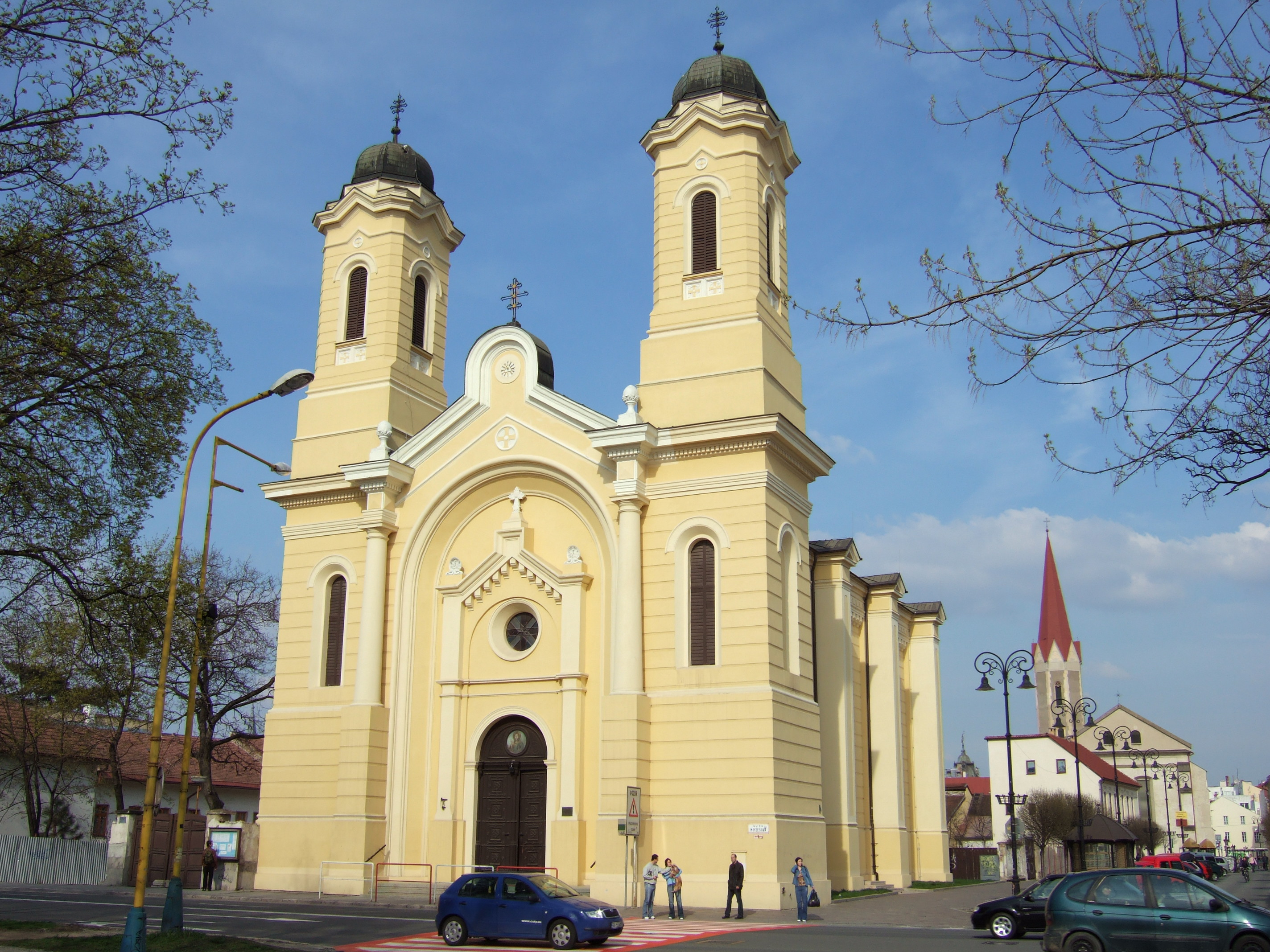
Собор Різдва Пресвятої Діви Марії

- архиєпископ Кирил Васіль, єпарх (з 24 червня 2021)